# Rupela liberta
Rupela liberta là một loài bướm đêm trong họ Crambidae.